# 現場の東海林です。斎藤安弘アンコーです。
『現場の東海林です。斎藤安弘アンコーです。』（げんばのしょうじです さいとうやすひろ アンコーです）は、2019年4月から2024年3月まで放送された地方民放ラジオ局向けのトーク番組である。

## 概要
2人とも元ニッポン放送アナウンサーで、のちにワイドショーのレポーターとして活動してきた東海林のり子と、ディスクジョッキーとして若者からの人気を集めた斎藤安弘が初共演する番組である。
番組ではリスナーからの投書、あるいは東海林、斎藤のアナウンサー時代の体験談や、不定期で彼ら2人と交流があったミュージシャンやアナウンサー仲間などをゲストに招くなどして、その思い出話などを展開する。
2024年3月第1週の放送にて斎藤の口から同月いっぱいで番組を終了する事が告げられKBS京都ラジオは3月29日、TBCラジオは3月30日にそれぞれ最終回を迎えた。

### 主なコーナー
- 「現場から音楽」 - ヘビーメタルなどのロック音楽への造詣の深い東海林が推薦するロック音楽を紹介するコーナー
- 「ポップスアンコー鍋」 - 斎藤がフォークソング・アイドル全盛時代の1960年代後半から80年代の楽曲と、それを歌っていた歌手との交友録を話す
- 「東海林・アンコーの生き字引」 - 2人がこれまでの人生で出会った様々な人々との交友録
- 「ノリアン人生相談室」 - リスナーから寄せられた悩みに2人＋ゲストが親身になって回答する

## ネット局
- 東北放送（TBCラジオ、土曜6:20 - 6:45）
- 京都放送（KBS京都ラジオ、金曜5:15 - 5:45）

過去
- 北陸放送（MROラジオ）
- 高知放送（RKCラジオ）
- 西日本放送（RNCラジオ）
- 宮崎放送（mrtラジオ）

単発放送
- 秋田放送（ABSラジオ）
- RSK山陽放送（RSKラジオ）